# Скопска област (Краљевина СХС)
Скопска област је била административна јединица Краљевине Срба, Хрвата и Словенаца.

## Географија
Средишња и главна обласна самоуправа у Јужној Србији, углавном у области горњег Повардарја, залазећи и у поречје Радике, притока Црног Дрима више Дебра.
Скопска област се налази између врањске и косовске области на сјеверу, и брегалничке и битољске области на југу, допире на истоку у Осоговији скоро до бугарске границе, док се на западу на планини Корабу граничи с Албанијом.
Главно је средиште Скопске области Скопље, по коме се ова област, скоро итог распрострањења и у средњем вијеку звала скопска област или скопска страна. То је у главном Скопска Стара Србија, чије је средиште Скопље још послије под Турцима називало метрополом Србије.

## Становништво
Скопска област највећим је дијелом српско (193.926), затим арнаутско и арнауташко (90.276), а остатак чине Турци, с нешто Јевреја и Цинцара.
По вјери је било: 180.738 православних, 1.162 католика, 86 евангелика, 152.435 муслимана, 1.907 мојсијевца и 35 других вјероисповјести.

## Задужбине
Скопска област врло је богата српским средњовековним задужбинама, којих највише има у Скопској Црној Гори, у старој жупи Матки, западно од Скопља, и по осталој ближњој околини Скопља (види Скопско поље), у старим жупама Жеглигову и Злетову, и у предјелу Ријека, где се међу Мијацима и до данас сачувала стара дрворезбарска и сликарска школа.

## Главна насеља
Главне вароши су:
- Скопље, Куманово, Велес и Тетово.

а варошице: 
- Кратово, Гостивар, Качаник, Брод, Ростуше и Злетово.

Скопска област је настала спајањем ранијих округа Тетовског и Скопског, као и срезова жеглиговског (Куманово) и кратовског из Кумановског округа.
Област је садржавала срезове:
- Велески
- Галички (Ростуша)
- Горњополошки (Тетово)
- Доњополошки (Гостивар)
- Жеглиговски (Куманово)
- Качанички
- Кратовски
- Поречки (Брод)
- Скопски

Након увођења бановина, простор целе области је у Вардарској бановини, чије је средиште такође било Скопље.

## Велики жупани
- Јован Наумовић 1928-1929.